# Adivar (inslagkrater)
Adivar is een inslagkrater op Venus. Adivar werd in 1991 genoemd naar de Turkse onderwijzeres, schrijfster en vrouwenrechtenactiviste Halide Edib Adivar (1883-1964).
De krater heeft een diameter van 29 kilometer en bevindt zich in het quadrangle Hestia Rupes (V-22).
Adivar bevindt zich net ten noorden van Aphrodite Terra. Rondom de kraterrand bevindt zich uitgestoten materiaal dat op het radarbeeld helder lijkt vanwege de aanwezigheid van ruw gebroken gesteente. Een veel groter gebied is ook getroffen door de inslag, met name ten westen van de krater. Radarhelder materiaal, waaronder een straalachtige streep net ten westen van de krater, strekken zich uit over meer dan 500 kilometer over de omliggende vlaktes. Een donkerdere streep, in een hoefijzervorm of paraboloïdale vorm, omringt het heldere gebied. Radardonkere (gladde) paraboloïdale strepen werden waargenomen rond kraters in eerdere Magellan-afbeeldingen, maar dit is een zeldzame heldere kraterstreep. Deze ongebruikelijke strepen, die alleen op Venus te zien zijn, worden verondersteld het resultaat te zijn van de interactie van kratermaterialen (meteoroïde, ejecta of beide) en snelle winden in de bovenste atmosfeer. Het precieze mechanisme dat de strepen produceert is niet echt gekend maar het is duidelijk dat de dichte atmosfeer van Venus een belangrijke rol speelt bij de verdeling van het uitgestoten materiaal.